# Hey Bro
Hey Bro is een nummer van de Franse singer-songwriter Eloïz uit 2023. Het is de eerste single van haar titelloze debuutalbum.
Eloïz schreef het nummer in 2016. In de tekst spreekt ze haar halfbroer toe, die ze de eerste jaren van haar leven heeft moeten missen. Het nummer kende aanzienlijk succes, aangezien het na een paar maanden meer dan 15 miljoen streams had en de top 3 bereikte van de meest gedraaide platen op de radio in Frankrijk. Desondanks bereikte het in de Franse hitlijsten slechts de 81e positie.

## Tracklijst
Muziekdownload
1. "Hey Bro" - 2:30